# 无距小白撑
无距小白撑（学名：Aconitum nagarum var. heterotrichum f. dielsianum）为毛茛科乌头属下的一个变种变型。

## 扩展阅读
維基物種上的相關：无距小白撑